# Guy Boissière
Guy Boissière (Châteaudun, 11 maggio 1929 – Rouen, 20 dicembre 2005) è stato un nuotatore e allenatore di nuoto francese.
Nuotatore di buon livello (fu campione del mondo militare nella staffetta 4x200), è diventato noto tuttavia come allenatore. Allenò infatti dal 1952 al 2005 la società Club des Vikings de Rouen e dal 1960 al 1991 la nazionale francese di nuoto.
Tra i nuotatori da lui lanciati a livello di club ci sono Stéphan Caron (campione europeo, vicecampione mondiale e due volte bronzo olimpico sui 100m stile libero), Xavier Savin (più volte campione di Francia e finalista olimpico nei 100 m farfalla), Christine Duperron (finalista europea sugli 800 m  stile libero) e André Foucard (finalista europeo sui 100 m stile libero), ma molti altri ne guidò a livello di nazionale (tra gli altri, Michel Rousseau, Julien Sicot, Florence Caruel).
A lui è dedicato il complesso sportivo sull'isola Lacroix a Rouen, dove sorgono le piscine e lo stadio del ghiaccio.